# 倫敦衛隊
倫敦衛隊（英語：London Guards）是英國陸軍預備役的衛兵部隊及步兵團，2022年前稱倫敦團（英語：London Regiment），建立於1993年，新的部隊延續了1908-1938年的一支同名兵團的稱號與一些營級部隊。倫敦衛隊是衛兵師與倫敦軍區唯一的預備役步兵營。

## 歷史

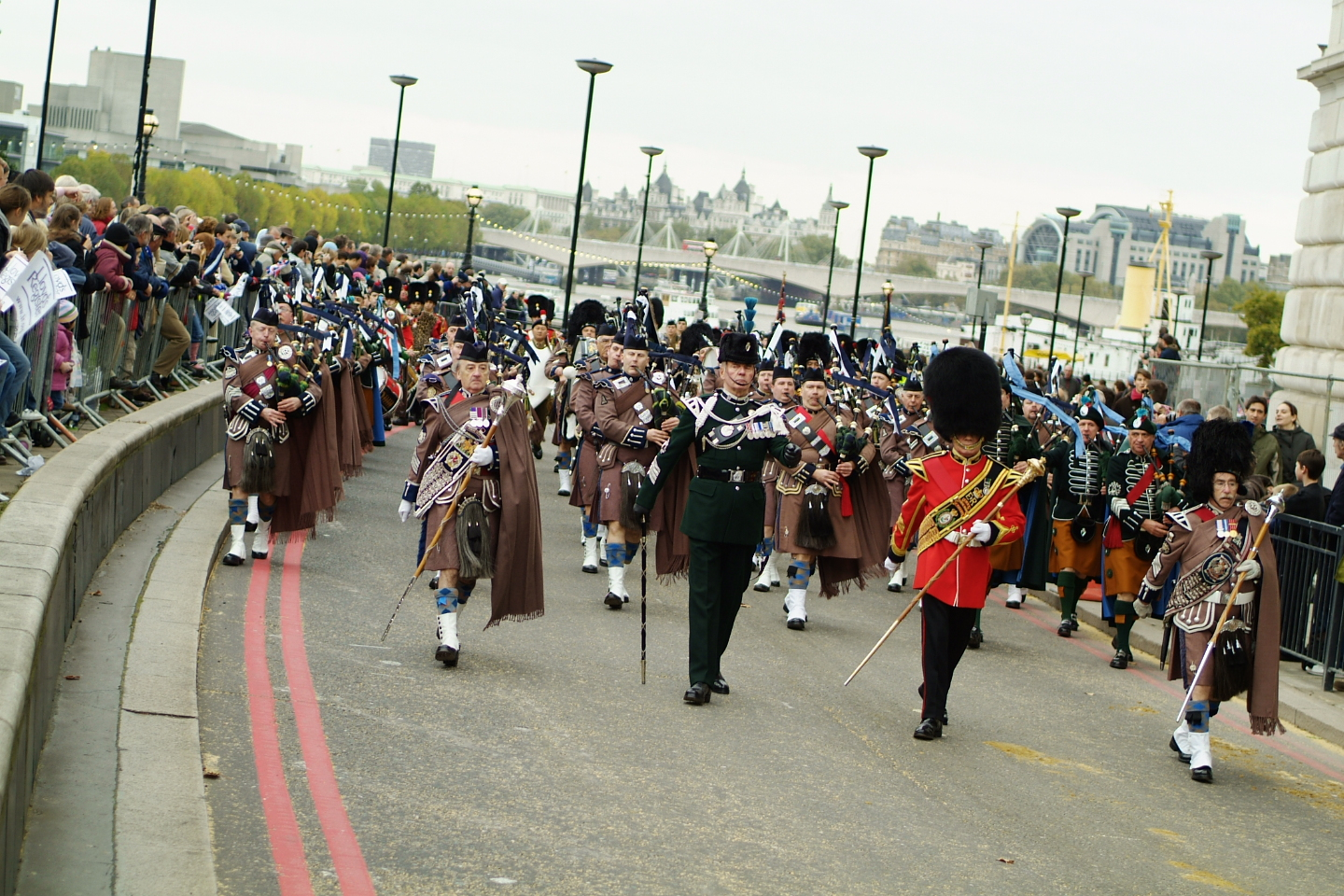
A連（倫敦蘇格蘭人）與D連（倫敦愛爾蘭來福槍）的風笛鼓樂隊，C連（倫敦市燧發槍）鼓樂隊與多倫多蘇格蘭兵團風笛鼓樂隊一同出現在倫敦市長巡遊，前方可以見到皇家來福槍義勇軍的軍號指揮

1993年通過重組原本已經於1938年解散的倫敦團剩下的一些原編制單位(不包括藝術家步槍團或路易絲公主的肯辛頓兵團)。新的倫敦團編隊中包括：
- 本部連（安濟奧Anzio）駐紮在巴特錫
- A連（倫敦蘇格蘭連（英语：London Scottish (regiment)））駐紮在西敏市與卡特福德
- B連（女王連（英语：Queen's Regiment））駐紮在埃奇韋爾與合恩賽（英语：Hornsey）
- C連（倫敦市燧發槍連（英语：Royal Fusiliers））駐紮在巴咸與坎伯韋爾
- D連（倫敦愛爾蘭來福槍連（英语：London Irish Rifles））駐紮在車路士

皇家綠夾克兵團的F連和G連，在1998年至2004年成為該團的一部分。 2004年5月，由兵團總部編組成的梅森連，編制包括了部署在伊拉克的兩個排。
2004年英國陸軍改組後，衛兵師將獲得一支國土軍步兵營。而倫敦兵團保留了其團名和多團徽的結構，同時從女王師轉移到衛兵師。兵團的兩連皇家綠夾克被移交給皇家來福槍義勇軍為2007年組建來福槍步兵團做準備。

## 編制
2017年7月，倫敦團B連調往威爾斯親王皇家兵團，成為該團第4營的B連; C連調到皇家燧發槍兵團，成為第5營的C連。 為了替補兩支部隊的空缺，來福槍步兵團第7營的F連（皇家綠夾克）重返倫敦兵團旗下，同時組建一個新的G連代替。 除了部隊改組編制外，作戰編制還改為隸屬於第11步兵旅，稱為「衛兵預備役營」。 同時亦屬於倫敦軍區管轄。
根據陸軍2020計劃，倫敦團組織如下：
- 團部 - 駐地在倫敦巴特錫的聖約翰山訓練場（英语：St John's Hill drill hall）
- 本部連（倫敦愛爾蘭來福槍） - 駐紮在倫敦弗洛登4號干諾大廈
- A連（倫敦蘇格蘭人） - 駐紮在倫敦西敏市的陸軍預備役中心與卡特福德的哈德遜大廈
- F連（來福槍） - 駐紮在大倫敦漢默史密斯的陸軍預備役中心[16]
- G連（衛兵） - 駐紮在泰晤士河畔京斯頓樸茨茅夫路19號[17]

## 註腳
1. ↑  Successor to Queen Victoria's Rifles and Queen's Westminsters Battalions London Regiment (1908)
2. ↑  Successor to London Rifle Brigade and The Rangers (British regiment) Battalions London Regiment (1908).